# クルマギク
クルマギク（学名：Aster tenuipes）は、キク科植物の1つ。紀伊半島南部だけに分布するノギクで、斜面から花茎を垂れ下がらせて花をつける。

## 特徴
崖から生える多年生草本。根出葉をロゼット状につけ、その茎が花をつける際には花茎が長く伸びて垂れ、根出葉は枯れる。花茎は岩壁から横に伸びて下向きにたれるが、時に斜め上に向かって伸びるものもある。根出葉は倒披針形で長さ5-7cm、幅7-20mm、先端は鈍く尖り、基部に向かっては次第に狭まってそのまま葉柄に移行する。また葉の先端近い周囲には大きな鋸歯が出る。花茎が伸びた株では、その基部に次年度の株がロゼットの形で存在するが、これはほとんどの場合に1つだけで、2つ以上が存在することはほとんど無いので、結果的に花茎が複数束になって生じることもほとんど無い。
花期は8-10月。花茎は30-85cmに達し、先端に近い部分で短い横枝を多数出す。この花をつける横枝以外に茎が分枝することはほとんど無い。茎の中程に根出葉よりずっと細長い葉を多数つける。この葉は線状披針形で先端は突き出して尖り、基部に向かって狭まり、葉柄はない。長さは5-11cm、幅は6-12mm、両面共に無毛に近く、縁にはまばらに鋸歯がある。
頭花の色は白で、径2cmと小柄で、それぞれ枝の先に1-3個ずつ生じる。この花をつける枝は茎の中程から先まで多数出て、枝は細く、線形で長さが6-15mmの細い苞葉が多数つく。総苞は駒形で長さ7mm、それを構成する総苞片は4列になっており、覆瓦状に配列し、外側のものは卵形で先端は鈍く尖り、縁には微細な毛がある。痩果は線状長楕円形で長さ3.5mmで幅0.8mm。有毛で、冠毛は汚白色で長さ4mm。
和名は車ギクの意で、側枝の葉が輪生状に出ることに基づく。花茎が長く伸びて、その基部に次年度の枝が出て根出葉だけがロゼットの形でついているのは独特の姿で、荷車よりはむしろオモチャの風車を思わせるとも。

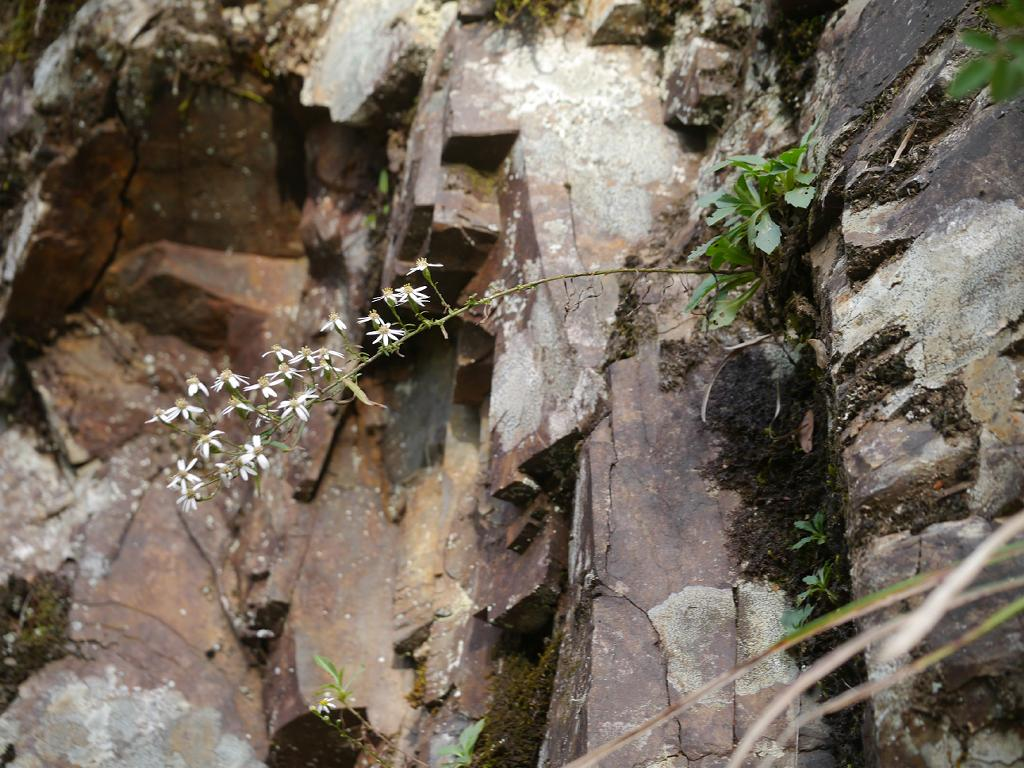
植物全体:あまり垂れ下がっていない株
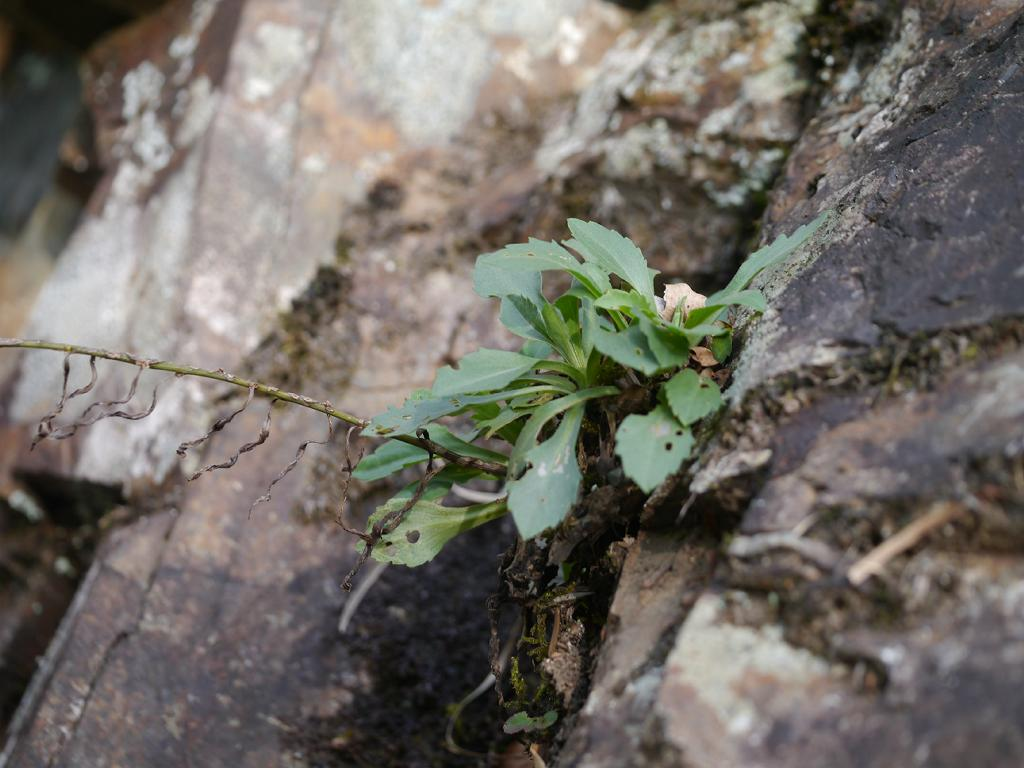
同じ株の根元
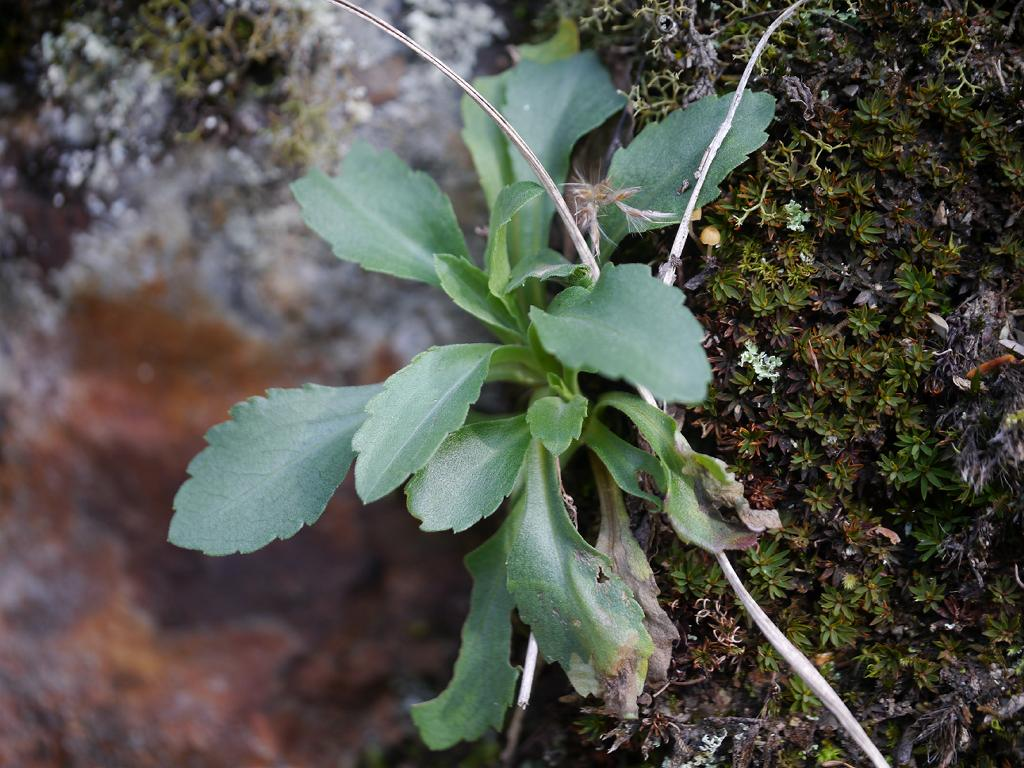
根出葉だけの株
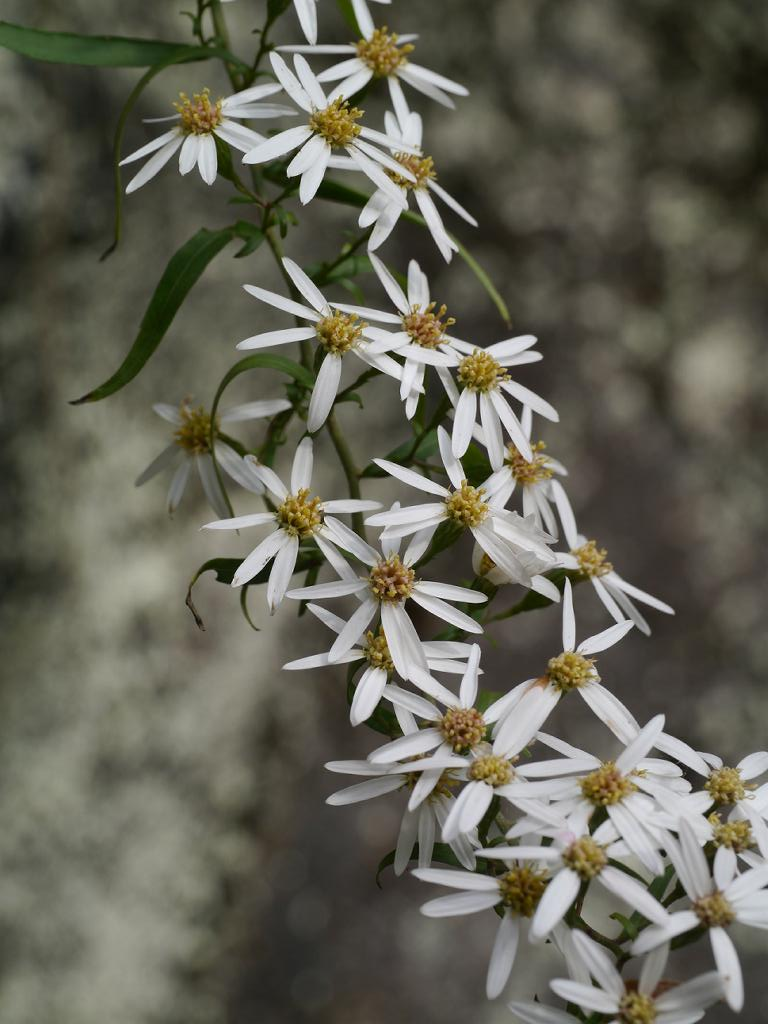
花

## 分布と生育環境
和歌山県の、それも熊野川流域にのみ分布すると記された文献もあるが、これは必ずしも正しくない。より詳細な調査では、熊野川でも全域に見られるものでなく、西側にある支流、大塔川や赤木川などの最上流部、大塔山系周辺に限られる。またその南の地域、古座川流域と那智周辺にも生育している。
川沿いの崖に生え、茎を長く垂らして開花する。この植物は本来的には川沿いの岩の上に生じたもので、渓流植物としての特徴、幅の狭い葉や丈夫な根を有するが、現在ではそのような場所では谷沿いに道路が作られているため、道路脇の崖に見られることが多い。その生えている様子を指して『新しい崖崩れの地点を求めて放浪している』『道路開設で新しい断崖が出来ると飛んできて生え』るが森林に覆われると見られなくなる、との指摘もあり、繁殖力は一定強い。しかし帰化植物のように繁茂する様子はないという。

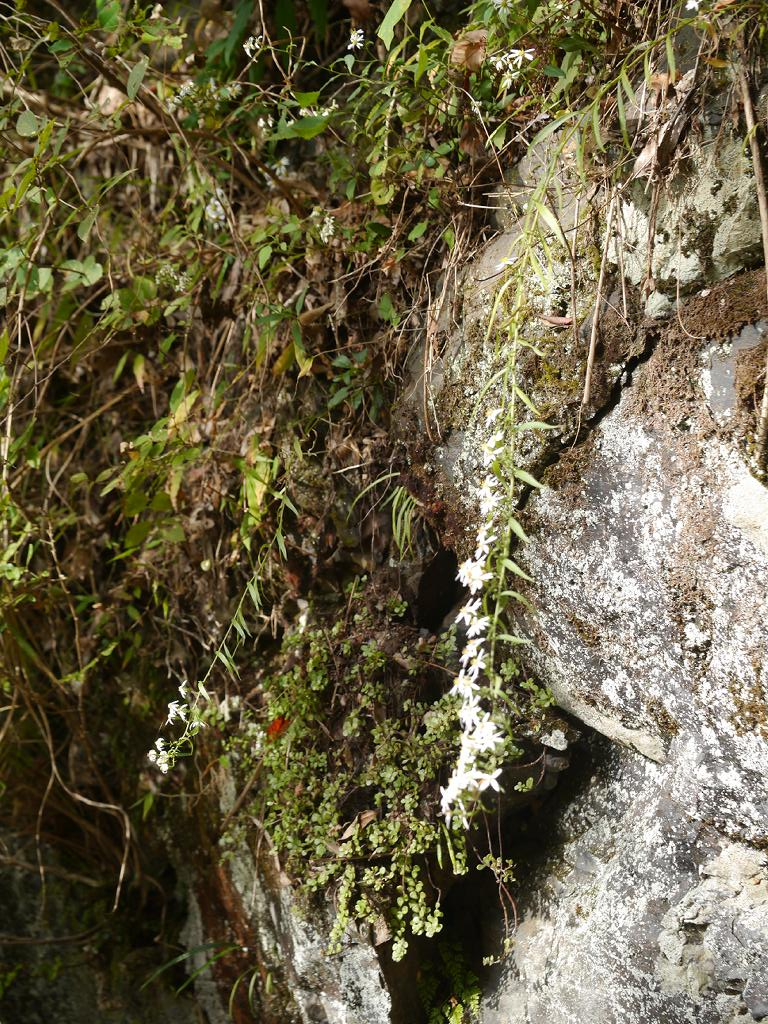
本種が生える崖

## 類似種
岩から垂れ下がる姿が独特で、また茎葉が細長い点も明確な特徴であり、どちらも同属にも似たものがなく、この点で花がなくとも同定が容易である。
また花の着く横枝が短くて花序全体が穂状に見える点も独特で、同属には野菊に類する種が多くあるが、本種に近縁と思われるものはなく、分類学上もきわめて特異な種と考えられる。
帰化植物のキダチコンギク Symphyotrichum pilosum は本種にやや似ているが人里近くの石垣などに出て、茎の株が直立し、株立ちになる点で異なる。
なお、本種と同様に紀伊半島南部に固有な同属の植物にホソバノギク（別名キシュウギク Aster sohayakiensis）があるが、こちらは川沿いの岩の上に生える立ち上がる植物であり、見た目は随分異なる。

### 経緯
本種が最初に記録されたのは1874年、飯沼慾斎の草木図説に『根葉ヨメナの如く。茎上二尺餘……』と詳しい記載があり、学名は Aster hispidus (これはヤマジノギクの学名)を当てている。産地等の記載はなく、図の様子からは栽培品を元にしたものと思われる。記載は牧野によって1898年に行われたが、この時のタイプ標本は小石川植物園で栽培されていたものであった。

## 利用
まれに栽培される。

## 保護の状況
環境相のレッドデータブックでは絶滅危惧IB類に、和歌山県でも同じレベルに指定されている。和歌山県(2001)では『近年、個体数が激減している』とあり、その原因として園芸用の採取と道路・河川改修によって生育環境が破壊されていることをあげている。
分布域では林道の道路脇の切り通しなどにも生えているのが見られるが、集落近くでは金網を張られたりコンクリートで塗り固められたりして、あっさり生育地を潰されてしまう事例がよく見られるという。